# Enoplocephala
Enoplocephala is een geslacht van wantsen uit de familie van de Reduviidae (Roofwantsen). Het geslacht werd voor het eerst wetenschappelijk beschreven door Miller in 1940.

## Soorten
Het genus bevat de volgende soorten:

- Enoplocephala maculata Chen, Liu & Cai, 2020
- Enoplocephala perakensis Miller, 1940